# エマニュエル・アルサン

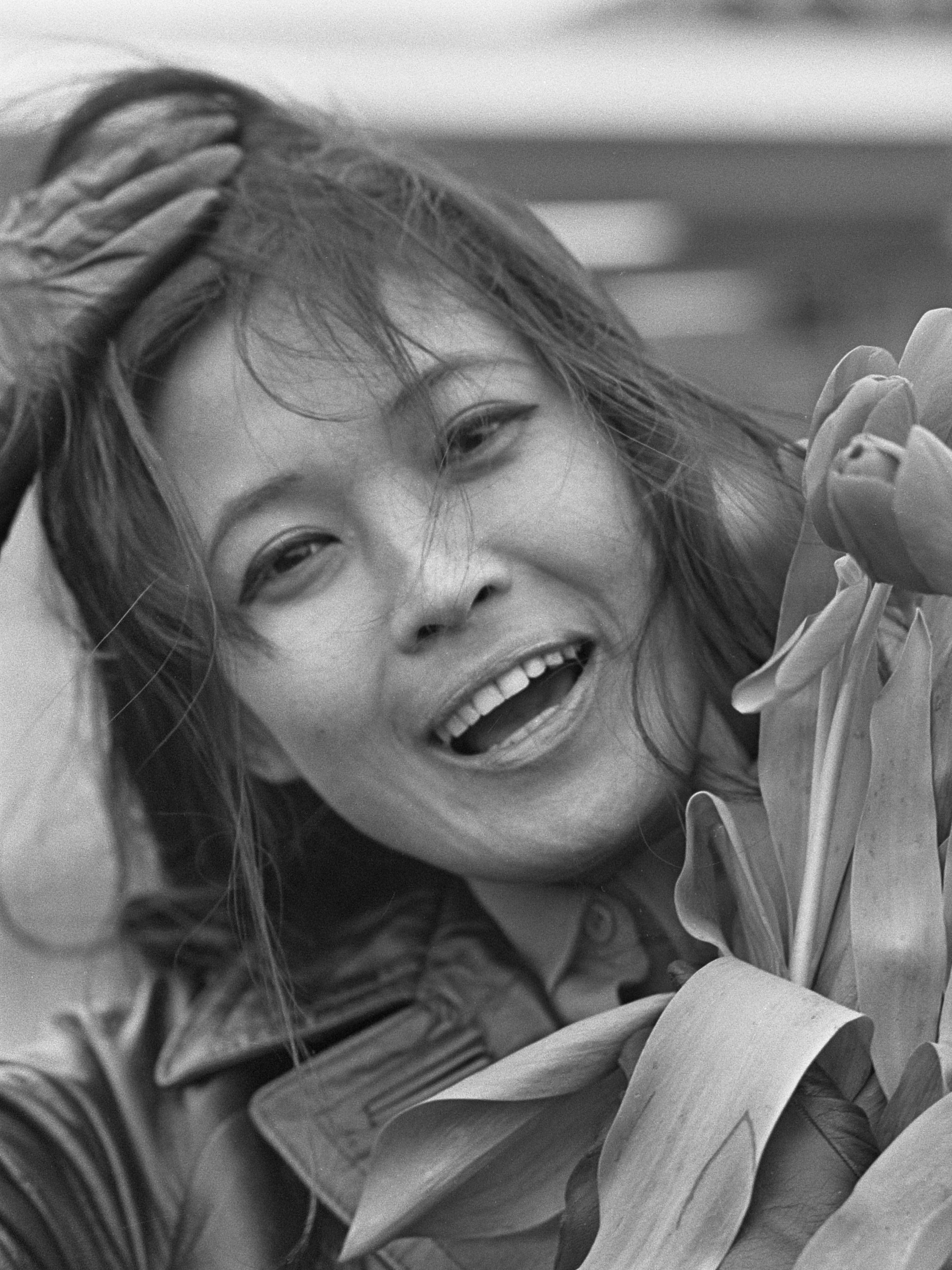
エマニュエル・アルサン（1967年撮影）

エマニュエル・アルサン（Emmanuelle Arsan, 1932年 1月19日- 2005年6月12日）は、フランスの女性作家。生まれはタイのバンコクで、タイ人女性のペンネームである。

## 経歴
元々は映画の脚本家。16歳でフランスの外交官と結婚。
1968年ロバート・ワイズ監督で、スティーブ・マックイーン、リチャード・アッテンボローらが出演した映画『砲艦サンパブロ』に、マラヤット・アンドリアンヌ（Marayat Andriane）の名で出演、メイリーの役を演じている。
その後、執筆活動に転じ、『エマニュエル夫人』（原題は、単に「エマニュエル」。ファーストネームなので、こちらが正しい）で、一躍有名作家の仲間入りを果たした。レズビアンや露出、自分の恋人を他の男性に抱かせたりといった、通常の男女の愛情表現としての性行為から外れた新しい愛のかたちを描いて、女性たちにも読まれた。
作品はオランダ出身の女優、シルビア・クリステルの主演で映画化（『エマニエル夫人』）され、エマニュエル・シリーズとして3作が作られ、その後、数多くのリメイクが作られた。アルサン自身も『エマニュエル夫人』の続編を執筆している。
その後の作品でも一貫して、男女の愛のかたちのさまざまを追求している。女性の性意識に大きなインパクトを与えた作家であるが、その影響ほどには作品は日本では読まれていない。
彼女は2005年にがんで死亡した。

## 主な作品
- エマニュエル（ジュスト・ジャカン監督で『エマニエル夫人』として映画化）

エマニエル夫人 清水正二郎訳 浪速書房 1970
エマニエル夫人 川北祐三訳 二見書房 1974
エマニエル夫人 長島良三訳 二見書房 1975
エマニエル夫人 安部達文訳 二見書房 1991.8 のち文庫
- 性夢 安部達文訳 二見書房 1970
- エマニュエル、あるいは快楽の学校
- エマニュエル、あるいは愛の園
- 頭から足の先までエマニュエル
- 反処女エマニエル夫人 安部達文訳 二見書房 1974

反処女エマニエル夫人 長島良三訳 二見書房 1975
- エマニエルの子供たち 長島良三訳 二見書房 1975
- シビルの部屋
- ラウラ（著者自らが監督して『卒業生』として映画化）
- 少女ネア 安部達文訳 二見書房 1977.7